# Erzsébet körút
Erzsébet körút (doslova v češtině Alžbětina třída) je třída v maďarské metropoli Budapešti.
Jedná se o úsek Nagykörút (Velké třídy) v 7. budapešťském obvodu, který vede vnitřními částmi Budapešti od náměstí Blaha Lujza po Královskou ulici a jeho délka činí 764 metrů. Je to hlavní dopravní tepna pro Erzsébetváros (Alžbětino město) a také významná obchodní třída s restauracemi a dalšími podniky, které lemují domy na obou stranách ulice. Hlavní ulice, které protínají Erzsébet körút ve směru od Blaha Lujza tér, jsou Dohány utca, Wesselényi utca, Dob utca, Király utca.
První domy na dnešním bulváru byly postaveny v 80. letech 19. století. V 90. letech 19. století byla třída již z obou stran zastavěna, většinou budovami v historizujícím stylu. V meziválečném období byly známí místní kulturní podniky. Dnes je třída klíčová jako frekventovaná dopravní trasa, ale díky obchodům nebo kavárnám.
Po třídě jezdí v jejím středu tramvaje. Na jejím jižním okraji se nachází stanice metra.